# Lực lượng Vũ trang Cộng hòa Hồi giáo Iran
Lực lượng Vũ trang Cộng hòa Hồi giáo Iran (tiếng Ba tư: نيروهای مسلح جمهوری اسلامی ايران) gồm Quân đội Cộng hòa Hồi giáo Iran (tiếng Ba tư: ارتش جمهوری اسلامی ایران), Vệ binh Cách mạng Hồi giáo Iran (tiếng Ba tư: سپاه پاسداران انقلاب اسلامی) và Bộ Tư lệnh Thực thi Pháp luật Cộng hòa Hồi giáo Iran (tiếng Ba tư: نيروی انتظامی جمهوری اسلامی ایران).
Có khoảng 545.000 người đang phục vụ chính thức trong Quân đội và Vệ binh Cách mạng Hồi giáo của Iran. Cả hai lực lượng này đều đặt dưới sự chỉ huy của Bộ Quốc phòng và Vũ trang Iran.
- Quân đội Iran gồm 4 nhánh: Lục quân Iran, Hải quân Iran, Không quân Iran và Phòng không Iran. Lực lượng chính quy có khoảng 420.000 người: Lục quân có 350.000 người; Hải quân có 18.000 người; Không quân có 52.000 người.[6]
- Vệ binh Cách mạng Hồi giáo Iran có khoảng 125.000 người chia làm 5 nhánh: Lục quân, Hải quân, Hàng không vũ trụ, Lực lượng Quds (lực lượng đặc nhiệm) và Basij (lực lượng dân quân tự vệ).[6] Lực lượng Basij (hoặc Baseej) là lực lượng tình nguyện bán vũ trang được điều hành bởi Vệ binh Cách mạng Hồi giáo và có khoảng 90.000 binh sĩ phục vụ chính thức, trên 300.000 là lính dự bị, thêm vào đó có khoảng 11 triệu nam và nữ có thể động viên bất cứ thời điểm nào.[8]

Lực lượng Vũ trang Cộng hòa Hồi giáo Iran là lực lượng có khả năng giữ được bí mật nhất. Trong những năm gần đây, các báo cáo chính thức đáng được chú ý là việc phát triển của các loại vũ khí như Fajr-3 (MIRV), Kowsar, Fateh-110, ngư lôi Hoot, hệ thống tên lửa Shahab-3 và phương tiện bay không người lái, ít nhất một trong các phương tiện này, theo tuyên bố của Israel, đã được sử dụng để do thám trên lãnh địa của Israel. Năm 2006, Iran đã do thám phía trên của tàu sân bay USS Ronald Reagan của Mỹ trong khoảng 25 phút mà không bị phát hiện trước khi trở về căn cứ một cách an toàn (video). Một vài nước phương Tây cho rằng Iran đang phát triển các vũ khí hạt nhân. Tuy nhiên theo Báo cáo của Cơ quan Năng lượng Nguyên tử Quốc tế (IAEA) của Liên Hợp Quốc vào tháng 2 năm 2006 về chương trình hạt nhân của Iran, không có chứng cớ cho khẳng định trên.
Theo tướng John Abizaid, một Tư lệnh vùng của Hoa Kỳ, quân đội của Iran được xem là lực lượng mạnh nhất của Trung Đông.

## Đội ngũ chỉ huy
- Tổng Tư lệnh các Lực lượng Vũ trang: Lãnh tụ Tối cao Ali Khamenei
- Bộ trưởng Bộ Quốc phòng và Hậu cần các Lực lượng Vũ trang: Chuẩn tướng Amir Hatami
- Tổng Tham mưu trưởng các Lực lượng Vũ trang: Thiếu tướng Mohammad Bagheri
- Phó Tổng Tham mưu trưởng các Lực lượng Vũ trang: Chuẩn tướng Mohammadreza Gharaei Ashtiani
- Cố vấn Quân sự Cao cấp: Thiếu tướng Yahya Rahim Safavi[16]
- Quân đội
  - Tổng Tư lệnh Quân đội: Thiếu tướng Abdolrahim Mousavi
  - Tham mưu trưởng Bộ Chỉ huy Quân đội: Chuẩn Đô đốc Habibollah Sayyari
  - Tư lệnh Lục quân Quân đội: Chuẩn tướng Kioumars Heydari
  - Tư lệnh Không quân Quân đội: Chuẩn tướng Aziz Nasirzadeh
  - Tư lệnh Phòng không Quân đội: Chuẩn tướng Alireza Sabahifard
  - Tư lệnh Hải quân Quân đội: Chuẩn Đô đốc Hossein Khanzadi
- Vệ binh Cách mạng
  - Tổng Tư lệnh Vệ binh Cách mạng Hồi giáo: Thiếu tướng Hossein Salami
  - Tham mưu trưởng Bộ Chỉ huy Vệ binh Cách mạng Hồi giáo: Chuẩn tướng Mohammad Reza Naqdi
  - Tư lệnh Lục quân Vệ binh Cách mạng Hồi giáo: Chuẩn tướng Mohammad Pakpour
  - Tư lệnh Không quân Vũ trụ Vệ binh Cách mạng Hồi giáo: Chuẩn tướng Amir Ali Hajizadeh
  - Tư lệnh Hải quân Vệ binh Cách mạng Hồi giáo: Chuẩn Đô đốc Alireza Tangsiri
  - Tư lệnh Lực lượng Đặc nhiệm Quds: Chuẩn tướng Esmail Ghaani
  - Tư lệnh Lực lượng Dân quân Basij: Chuẩn tướng Gholamreza Soleimani
- Bộ Tư lệnh Thực thi Pháp luật
  - Tổng Tư lệnh Cảnh sát: Chuẩn tướng Hossein Ashtari

## Ngân sách

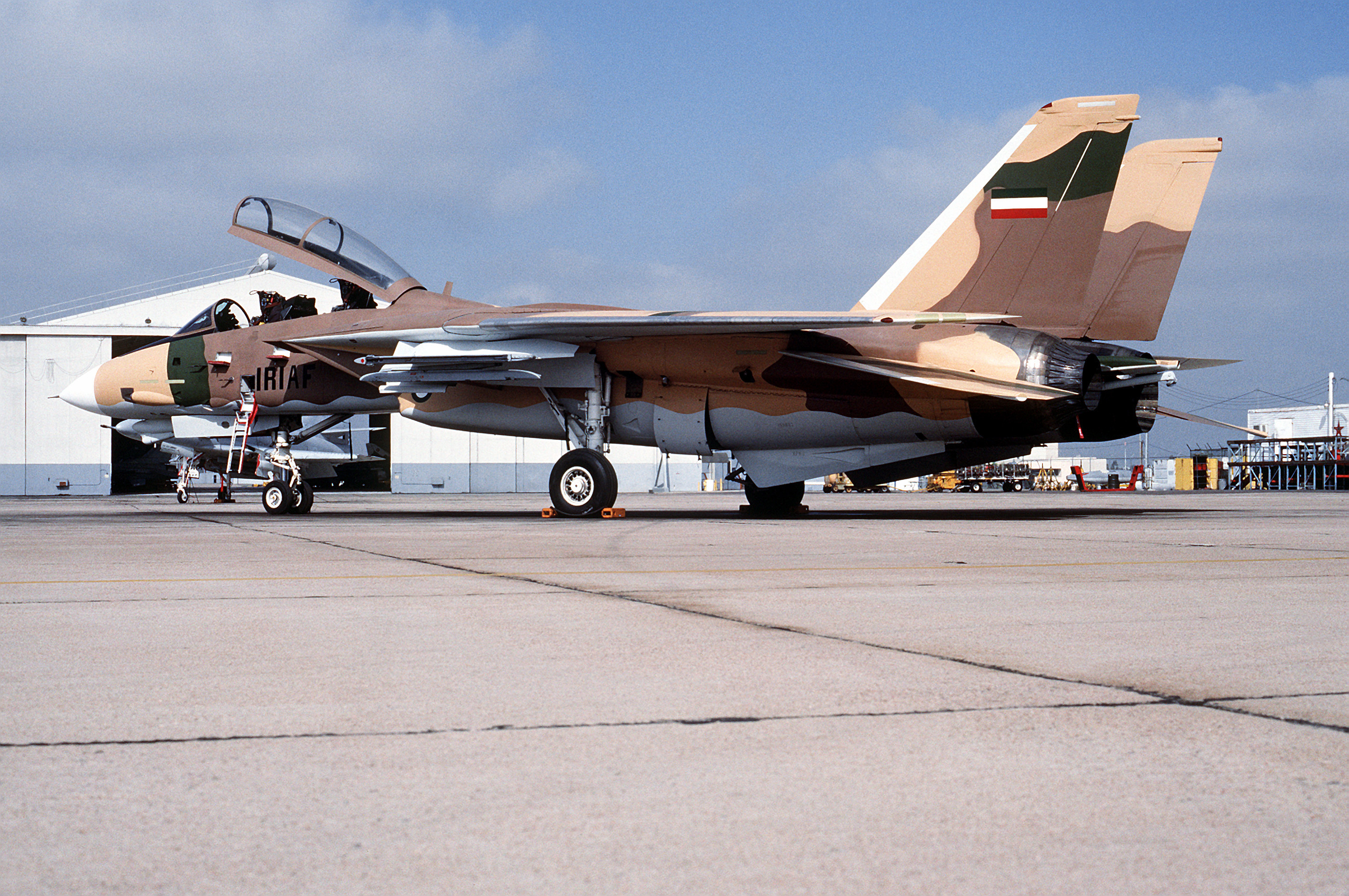
Hoa Kỳ đã đưa 79 máy bay F-14 Tomcat tới Iran trước năm 1979

Theo Viện Nghiên cứu Chiến lược Quốc tế thuộc Anh, ngân sách quốc phòng năm 2005 của Iran được ước tính là 6,3 tỷ USD. Một nghiên cứu điều tra tác động của các biện pháp trừng phạt Iran đối với chi tiêu quân sự của nước này, xem xét hồ sơ lịch sử từ năm 1960 đến năm 2017 và sử dụng mô hình độ trễ phân tán hồi quy tự động (ARDL), cho thấy các biện pháp trừng phạt đơn phương của Hoa Kỳ sẽ có tác động không đáng kể đến chi tiêu của Iran trong khi các biện pháp trừng phạt đa phương (do Liên Hợp Quốc và Liên minh Châu Âu ngoài Hoa Kỳ áp đặt) sẽ có ý nghĩa thống kê.

## Công nghiệp quốc phòng
Năm 1973, Công ty Công nghiệp Điện tử Iran (IEI) được thành lập. Công ty này thuộc sở hữu quốc doanh, lúc đầu được thành lập để lắp ráp và sửa chữa các vũ khí được chuyển giao từ nước ngoài. Tổ hợp Công nghiệp Quốc phòng của Iran đã thu được những thành công đầu tiên trong bước phát triển để trở thành một nền công nghiệp quân sự thực thụ nhờ việc sửa chữa, phục hồi các vũ khí, trang bị của Liên Xô như RPG-7, BM-21, và các tên lửa SAM-7 vào năm 1979.
Tuy nhiên, hầu hết các vũ khí của Iran trước Cách mạng Hồi giáo đều được nhập từ Hoa Kỳ và châu Âu. Từ năm 1971 đến năm 1975, Shah đã chi tới 8 tỷ USD cho vũ khí từ Hoa Kỳ. Hoa Kỳ vẫn tiếp tục bán một lượng lớn các vũ khí cho Iran đến tận Cách mạng Hồi giáo năm 1979.
Sau Cách mạng Hồi giáo, Iran tự cô lập mình và thiếu các chuyên gia công nghệ. Do lệnh cấm vận kinh tế và cấm buôn bán vũ khí với Iran do Hoa Kỳ áp đặt, Iran buộc phải dựa vào nền sản xuất trong nước cho việc sản xuất hay sửa chữa, thay thế từng phần các vũ khí, các nước cũng ít có ý định buôn bán với Iran.
Từ năm 1992, ngành công nghiệp quân sự Iran đã tự sản xuất được các loại xe tăng, vũ khí, trang bị cá nhân, các tên lửa dẫn hướng, các tàu ngầm, các máy bay chiến đấu.

### Việc phóng thử tên lửa tháng 11 năm 2006
Vào ngày mồng 2 tháng 11 năm 2006, Iran đã bắn các tên lửa không mang vũ khí để mở đầu cho 10 ngày trong chương trình trò chơi chiến tranh của quân đội. Đài truyền hình quốc gia Iran thông báo "hàng chục tên lửa được bắn gồm các tên lửa Shahab-2 và Shahab-3. Các tên lửa có tầm bắn từ 300 km đến trên 2.000 km...các chuyên gia Iran đã có những thay đổi đối với tên lửa Shahab-3 bằng việc sử dụng phần chiến đấu dạng chùm có khả năng chứa nhiều bom đạn bên trong, có thể mang được 1.400 quả bom."
Iran cũng được tin là đã bắt đầu việc phát triển chương trình tên lửa ICBM/IRBM như Ghadr-110 có tầm bắn hơn 3000 km; chương trình này song song với việc cải tiến, phát triển bệ phóng vệ tinh IRIS.